# Nikon D7200
D7100 D500
D7500
Le Nikon D7200 est un appareil photographique reflex numérique, sortie en 2015. Il remplace le D7100 dans la gamme APS-C de Nikon et conserve malgré le manque d'innovations le rang de reflex pour professionnels et amateurs avertis. Il est remplacé par le D500 en avril 2016 pour le public professionnel et par le D7500 en juin 2017 pour le public amateur.

## Caractéristiques
Les caractéristiques principales annoncées par Nikon sont :
- Capteur CMOS de 24,7 mégapixels au format Nikon DX.
- Processeur d'images Nikon EXPEED 4.
- Capteur RVB comportant 2016 photosites, pour la mesure de la lumière.
- Viseur : pentaprisme avec couverture à 100 % et affichage des informations par OLED.
- Écran TFT de 3,2 pouces (8,13 cm) avec une définition de 1 229 000 pixels de type RGBW (en).
- Vidéo full HD (1920×1080), en mode 1080/30p, ou à 60i/50i (avec une définition réduite à 15,4 mégapixels).
- Mise au point autofocus sur 51 points (dont 15 en croix), faisant appel au nouveau module autofocus Advanced Multi-CAM 3500DX fonctionnant jusqu'à IL -3, et donnée par Nikon comme étant efficace au centre jusqu'à f/8.0, facilitant ainsi l'emploi d'un multiplicateur de focale.
- Sensibilité ISO du capteur allant de 100 à 25 600 ISO et 51200 et 102400 ISO (positions HI1 et Hi2).
- Stockage des images sur deux cartes SD, y compris les cartes UHS-1 et SDXC.
- Vitesse en rafale : 6 images par seconde, avec la possibilité de passer à 7 images par seconde en réduisant le nombre de pixels de l'image d'un facteur 1,3 (soit une définition de 15,4 mégapixels).
- Capot supérieur et face arrière constitués d'une coque en alliage de magnésium.
- Obturateur testé pour 150 000 déclenchements.
- Wi-Fi intégré
- Dimensions : 135,5 × 106,5 × 76 mm ; poids : 675 g environ.